# Juan Rogelio Guillermo
Juan Rogelio Guillermo (nacido el 2 de agosto de 1955 en Moreno (Buenos Aires)) es un exfutbolista argentino, jugaba de volante y se retiró en Quilmes en 1983. Es padre de Adrián Guillermo, también futbolista y hermano-mellizo del exfutbolista Carlos Alberto Guillermo, con quien compartió equipo en Estudiantes (BA).

## Trayectoria
Surgido en Vélez Sarsfield y al no tener mucha continuidad en el equipo de Villa Luro, transitó en varios clubes de la Segunda División del fútbol argentino. En 1976 jugó en Deportivo Morón. De 1977 a 1980 jugó en Estudiantes de Caseros, teniendo una gran actuación en el ascenso del aquel equipo a la Primera División, saliendo campeón del torneo de la Primera B 1977. En 1981 jugó en Gimnasia (LP). En 1982 jugó en Deportivo Italiano y luego en Atlanta. Dejó el fútbol profesional jugando para Quilmes en 1983

## Clubes
| Club               | País      | Año       |
| ------------------ | --------- | --------- |
| Vélez Sarsfield    | Argentina | 1975      |
| Deportivo Morón    | Argentina | 1976      |
| Estudiantes (BA)   | Argentina | 1977-1980 |
| Gimnasia (LP)      | Argentina | 1981      |
| Deportivo Italiano | Argentina | 1981-1982 |
| Atlanta            | Argentina | 1982      |
| Quilmes            | Argentina | 1983      |

## Logros
| Título                        | Club             | País      | Año  |
| ----------------------------- | ---------------- | --------- | ---- |
| Segunda División de Argentina | Estudiantes (BA) | Argentina | 1977 |